# Skinheads: 25 år senare
Skinheads: 25 år senare är en svensk TV-dokumentärfilm, som visades i SVT2 den 21 november 2013. I programmet intervjuas de skinnskallar som följdes av Cicci Renström Suurna i dokumentären Skinheads 1988.
I programmet intervjuas "Kenta" och "Göran" samt polismannen Ola Österling.

### Fotnoter
1. ↑  ”SVT2 2013-11-21”. Svensk mediedatabas. 21 november 2013. http://smdb.kb.se/catalog/id/002965452. Läst 15 maj 2015.